# Daniel Hauff

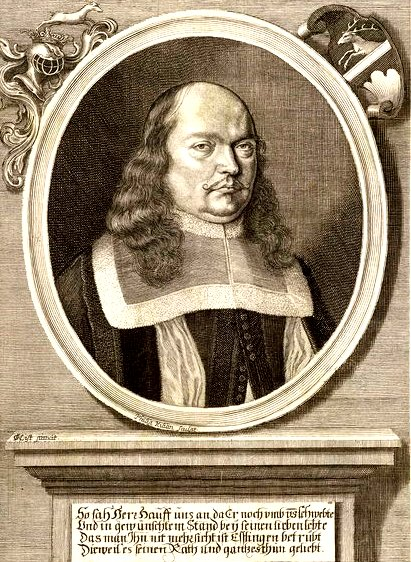
Porträt Daniel Hauff als Kupferstich von Georg Nicolaus List

Daniel Hauff (* 29. September 1629 in Urach; † 26. Oktober 1665 in Esslingen am Neckar) war ein deutscher Ratsadvokat während der Esslinger Hexenprozesse.

## Leben
Daniel Hauff studierte Recht an der Universität Tübingen. 1651 heiratete er in die Familie Schloßberger ein, die eine der führenden Familien in Esslingen war.
1662, als sich ein Jugendlicher der Hexerei bezichtigte, untersuchte Hauff als Ratsadvokat den Fall. Er löste eine Prozesslawine aus und stieg damit die Karriereleiter steil nach oben. Er ging buchstäblich über Leichen, um sich zu profilieren und damit das Ziel, in den Geheimen Rat, der damals das höchste Gremium der Regierung war, gewählt zu werden, zu erreichen.
Zu Beginn waren so gut wie nur Einwohner von Vaihingen und Möhringen betroffen. Diese Gebiete gehörten damals zum Spitalbesitz der Stadt Esslingen. Bald wurden jedoch auch Bürger der Stadt Esslingen selbst durch mittels Folter erpresster Beschuldigungen angeklagt.
Als die Ehefrau eines Ratsmitglieds in den Verdacht der Hexerei geriet, bot man Hauff für die Beendigung der Prozesse den ersehnten Platz im Geheimen Rat an. Hauff erkrankte jedoch sehr plötzlich und starb. Mit seinem Tod scheint man schon gerechnet zu haben, was auf einen Giftmord hindeuten könnte. Sein Nachfolger wurde nämlich überraschend rasch bestellt. Die restlichen Verfahren wurden danach schnell beendet.

## Rezeption
In der Folge Tatort: Hüter der Schwelle aus dem Jahr 2019 wird lose Bezug genommen auf das Wirken von Hauff.